# Ромеро Бонфим Марлос
Марлос Ромеро Бонфим, або просто Марлос (порт. Marlos Romero Bonfim; нар. 7 червня 1988, Сан-Жозе-дус-Піньяйс, Парана, Бразилія) — український футболіст бразильського походження, атакувальний півзахисник. Грав за збірну України. 28 вересня 2017 року отримав українське громадянство.

## Клубна кар'єра

### «Корітіба»
2006 року став гравцем клубу «Корітіба». В наступному році футболіст зіграв важливу роль у перемозі команди в бразильській Серії Б і вийти до Серії А — вищого дивізіону чемпіонату Бразилії.

### «Сан-Паулу»
В 2009 році підписав контракт на 5 років з грандом бразильського футболу «Сан Паулу». Дебютував за «Сан Паулу» 6 вересня 2009 року в матчі проти «Крузейру» у другому таймі та вже через три хвилини відзначився голом. У 2010 році після дуже хороших ігор проти інших бразильських клубів, потрапив у основний склад.

### «Металіст»

#### Сезон 2011—2012
Взимку 2012 року перейшов до харківського «Металіста». Відзначився гольовим пасом у дебютному матчі Ліги Європи в ворота «Ред Буллу». А у наступному матчі забив гол на 87-й хвилині й допоміг команді пройти до наступної стадії турніру. Дебютував у чемпіонаті України в матчі проти київської «Оболоні». У 25-му турі чемпіонату, отримав жовту картку на 66-й хвилині та забив гол на 74-й. А в наступному турі взяв участь в принциповому протистоянні з «Дніпром». Закінчив сезон матчем проти «Ворскли».

#### Сезон 2012—2013
У першому матчі сезону, проти «Іллічівця», віддав гольову передачу. У матчі 7-го туру забив гол у ворота «Кривбасу». У 9-му турі теж відзначився голом. В 1/16 частині Кубка України оформив дубль в ворота «Оболоні», забивши на 2-й і 64-й хвилинах. Через 3 матчі забив гол у Лізі Європи в ворота «Русенборга». Одразу в наступному матчі з цією командою, відзначився гольовою передачею, що повторив у наступному матчі чемпіонату. В матчі проти «Таврії» забив гол на 91-й хвилині та відзначився двома гольовими пасами. У наступному матчі теж віддав гольову передачу. Через тур, забив гол і віддав гольовий пас у матчі з донецьким «Металургом», а в наступному турі на 2-й хвилині віддав гольовий пас у матчі з київським «Арсеналом». У 24-му турі забив гол на 47-й хвилині 1-готайму. У наступному матчі віддав 2 гольові передачі в матчі з «Чорноморцем». У останньому матчі сезону, в матчі проти «Дніпра», віддав гольову передачу на 9-й хвилині.

### «Шахтар»
4 липня 2014 року підписав п'ятирічний контракт з донецьким «Шахтарем». Дебютував у матчі проти «Ле Монта», вийшовши з перших хвилин. Доволі швидко влився до основного складу команди. У сезоні 2015—2016 став головною забивною силою «Шахтаря» у єврокубках: відзначився красивим голом від штанги у ворота «Рапіда» в кваліфікації Ліги чемпіонів, забив гол п'ятою від штанги в матчі 1/16 Ліги Європи в ворота «Шальке», а в півфіналі забив красивий м'яч «Севільї».
В рамках 11-го туру української Прем'єр-ліги сезону 2016/17 Марлос провів свій 100-й матч за «Шахтар».
29 листопада 2017 року у рамках 1/4 фіналу Кубка України провів 150-й матч за «Шахтар».
12 грудня 2021 року «Шахтар» повідомив, що Марлос завершує виступи за клуб у зв'язку з завершенням терміну контракту 31 грудня 2021 року. Сумарно Марлос за «Шахтар» в усіх турнірах зіграв 287 матчів та забив 74 голи.

### «Атлетіку Паранаенсі»
2 лютого 2022 року уклав контракт на 1 рік з бразильським клубом «Атлетіку Паранаенсі». 1 травня 2024 року Марлос оголосив про завершення кар'єри гравця.

### Статистика
Станом на 14 лютого 2022
| Команда               | Сезон                 | Чемпіонат             | Чемпіонат | Чемпіонат | Кубок країни | Кубок країни | Кубок країни | Континентальні кубки | Континентальні кубки | Континентальні кубки | Інші змагання | Інші змагання | Інші змагання | Усього | Усього |
| Команда               | Сезон                 | Ліга                  | Ігор      | Голів     | Ліга         | Ігор         | Голів        | Ліга                 | Ігор                 | Голів                | Ліга          | Ігор          | Голів         | Ігор   | Голів  |
| --------------------- | --------------------- | --------------------- | --------- | --------- | ------------ | ------------ | ------------ | -------------------- | -------------------- | -------------------- | ------------- | ------------- | ------------- | ------ | ------ |
| «Корітіба»            | 2008                  | Серіа А               | 33        | 3         | КБ           | 0            | 0            | —                    | —                    | —                    | —             | —             | —             | 33     | 3      |
| «Корітіба»            | 2009                  | Серіа А               | 1         | 0         | КБ           | 0            | 0            | —                    | —                    | —                    | —             | —             | —             | 1      | 0      |
| Всього за «Корітібу»  | Всього за «Корітібу»  | Всього за «Корітібу»  | 34        | 3         |              | 0            | 0            |                      | —                    | —                    |               | —             | —             | 34     | 3      |
| «Сан-Паулу»           | 2009                  | Серіа А               | 26        | 1         | КБ           | 0            | 0            | КЛ                   | 1                    | 0                    | —             | —             | —             | 27     | 1      |
| «Сан-Паулу»           | 2010                  | Серіа А               | 33        | 4         | КБ           | 0            | 0            | КЛ                   | 8                    | 0                    | ЛП            | 13            | 1             | 54     | 5      |
| «Сан-Паулу»           | 2011                  | Серіа А               | 26        | 4         | КБ           | 7            | 0            | ПК                   | 3                    | 0                    | ЛП            | 18            | 1             | 54     | 5      |
| Всього за «Сан-Паулу» | Всього за «Сан-Паулу» | Всього за «Сан-Паулу» | 85        | 9         |              | 7            | 0            |                      | 12                   | 0                    |               | 31            | 2             | 135    | 11     |
| «Металіст»            | 2011—2012             | Прем'єр-ліга          | 9         | 1         | КУ           | 0            | 0            | ЛЄ                   | 6                    | 1                    | —             | —             | —             | 15     | 2      |
| «Металіст»            | 2012—2013             | Прем'єр-ліга          | 27        | 5         | КУ           | 2            | 2            | ЛЄ                   | 10                   | 1                    | —             | —             | —             | 39     | 8      |
| «Металіст»            | 2013—2014             | Прем'єр-ліга          | 17        | 3         | КУ           | 2            | 0            | ЛЧ                   | 2                    | 0                    | —             | —             | —             | 21     | 3      |
| Всього за «Металіст»  | Всього за «Металіст»  | Всього за «Металіст»  | 53        | 9         |              | 4            | 2            |                      | 18                   | 2                    |               | —             | —             | 75     | 13     |
| «Шахтар»              | 2014—2015             | Прем'єр-ліга          | 21        | 4         | КУ           | 7            | 0            | ЛЧ                   | 6                    | 0                    | СКУ           | 1             | 1             | 35     | 5      |
| «Шахтар»              | 2015—2016             | Прем'єр-ліга          | 24        | 8         | КУ           | 5            | 0            | ЛЧ/ЛЄ                | 10+8                 | 2+2                  | СКУ           | 1             | 0             | 48     | 12     |
| «Шахтар»              | 2016—2017             | Прем'єр-ліга          | 29        | 3         | КУ           | 3            | 2            | ЛЧ/ЛЄ                | 2+9                  | 0+2                  | СКУ           | 1             | 0             | 44     | 7      |
| «Шахтар»              | 2017—2018             | Прем'єр-ліга          | 29        | 18        | КУ           | 3            | 2            | ЛЧ                   | 8                    | 2                    | СКУ           | 1             | 0             | 41     | 22     |
| «Шахтар»              | 2018—2019             | Прем'єр-ліга          | 19        | 9         | КУ           | 1            | 0            | ЛЧ/ЛЄ                | 3+2                  | 0+1                  | СКУ           | 1             | 0             | 26     | 10     |
| «Шахтар»              | 2019—2020             | Прем'єр-ліга          | 24        | 13        | КУ           | 1            | 0            | ЛЧ/ЛЄ                | 5+5                  | 0                    | СКУ           | 1             | 0             | 36     | 14     |
| «Шахтар»              | 2020—2021             | Прем'єр-ліга          | 19        | 2         | КУ           | 1            | 0            | ЛЧ/ЛЄ                | 6+4                  | 0                    | СКУ           | 1             | 0             | 31     | 2      |
| «Шахтар»              | 2021—2022             | Прем'єр-ліга          | 14        | 2         | КУ           | 1            | 0            | ЛЧ                   | 10                   | 1                    | СКУ           | 1             | 0             | 26     | 3      |
| Всього за «Шахтар»    | Всього за «Шахтар»    | Всього за «Шахтар»    | 179       | 59        |              | 22           | 4            |                      | 78                   | 10                   |               | 8             | 1             | 287    | 75     |
| Всього за кар'єру     | Всього за кар'єру     | Всього за кар'єру     | 351       | 80        | —            | 33           | 6            | —                    | 108                  | 12                   | —             | 39            | 3             | 531    | 102    |

## Збірна України
ФФУ проявляла зацікавленість в натуралізації Марлоса.
Сам футболіст заявляв:
|  | Зараз відчуваю себе абсолютно місцевим жителем. Мені подобається Україна. Навіть мама каже мені, що я вже більше схожий на українця. Поки що серйозно не замислювався над перспективою грати за збірну України, адже ще не минуло 5 років, як я граю тут. Якщо в майбутньому я отримаю таку пропозицію, то з величезною повагою розгляну її. Можливо, я погоджуся. Буду дуже радий продовжувати ту футбольну історію, яку пишу в Україні. |

У вересні 2017 року Президент України Петро Порошенко підписав указ про надання Марлосу українського громадянства.
За національну збірну України дебютував 6 жовтня 2017 року у відбірковому матчі до чемпіонату світу проти Косова (0:2), замінивши у перерві Артема Кравця.
19 серпня 2021 року вирішив завершити кар'єру у збірній у зв'язку з ускладненнями після операції на опорно-руховому апараті.

### Матчі за збірну
Станом на 16 грудня 2021 року
| Дата       | Місто     | Господарі         | Результат | Гості             | Турнір                               | Голи | Примітки |
| ---------- | --------- | ----------------- | --------- | ----------------- | ------------------------------------ | ---- | -------- |
| 06-10-2017 | Шкодер    | Косово            | 0 – 2     | Україна           | Відбір до ЧС 2018                    | -    | 46'      |
| 09-10-2017 | Київ      | Україна           | 0 – 2     | Хорватія          | Відбір до ЧС 2018                    | -    | 78'      |
| 10-11-2017 | Львів     | Україна           | 2 – 1     | Словаччина        | товариський матч                     | -    | 77'      |
| 23-03-2018 | Марбелья  | Саудівська Аравія | 1 – 1     | Україна           | товариський матч                     | -    | 85'      |
| 27-03-2018 | Льєж      | Україна           | 2 – 1     | Японія            | товариський матч                     | -    |          |
| 31-05-2018 | Женева    | Марокко           | 0 – 0     | Україна           | товариський матч                     | -    | 46'      |
| 03-06-2018 | Шкодер    | Албанія           | 1 – 4     | Україна           | товариський матч                     | -    | 57'      |
| 06-09-2018 | Брно      | Чехія             | 1 – 2     | Україна           | Ліга націй УЄФА 2018-2019 - 1-й етап | -    |          |
| 09-09-2018 | Львів     | Україна           | 1 – 0     | Словаччина        | Ліга націй УЄФА 2018-2019 - 1-й етап | -    |          |
| 10-10-2018 | Генуя     | Італія            | 1 – 1     | Україна           | товариський матч                     | -    | 46'      |
| 16-10-2018 | Київ      | Україна           | 1 – 0     | Чехія             | Ліга націй УЄФА 2018-2019 - 1-й етап | -    |          |
| 22-03-2019 | Лісабон   | Португалія        | 0 – 0     | Україна           | Відбір до ЧЄ 2020                    | -    | 67'      |
| 07-09-2019 | Вільнюс   | Литва             | 0 – 3     | Україна           | Відбір до ЧЄ 2020                    | 1    |          |
| 10-09-2019 | Дніпро    | Україна           | 2 – 2     | Нігерія           | товариський матч                     | -    | 58'      |
| 11-10-2019 | Харків    | Україна           | 2 – 0     | Литва             | Відбір до ЧЄ 2020                    | -    | 59'      |
| 14-10-2019 | Київ      | Україна           | 2 – 1     | Португалія        | Відбір до ЧЄ 2020                    | -    | 63'      |
| 06-09-2020 | Мадрид    | Іспанія           | 4 – 0     | Україна           | Ліга націй УЄФА 2020-2021 - 1-й етап | -    | 56'      |
| 10-10-2020 | Київ      | Україна           | 1 – 2     | Німеччина         | Ліга націй УЄФА 2020-2021 - 1-й етап | -    | 69'      |
| 11-11-2020 | Хожув     | Польща            | 2 – 0     | Україна           | товариський матч                     | -    | 46'      |
| 14-11-2020 | Лейпциг   | Німеччина         | 3 – 1     | Україна           | Ліга націй УЄФА 2020-2021 - 1-й етап | -    |          |
| 28-03-2021 | Київ      | Україна           | 1 – 1     | Фінляндія         | Відбір до ЧС 2022                    | -    | 58'      |
| 31-03-2021 | Київ      | Україна           | 1 – 1     | Казахстан         | Відбір до ЧС 2022                    | -    | 67'      |
| 23-05-2021 | Харків    | Україна           | 1 – 1     | Бахрейн           | товариський матч                     | -    |          |
| 03-06-2021 | Дніпро    | Україна           | 1 – 0     | Північна Ірландія | товариський матч                     | -    | 46'      |
| 07-06-2021 | Харків    | Україна           | 4 – 0     | Кіпр              | товариський матч                     | -    | 46'      |
| 13-06-2021 | Амстердам | Нідерланди        | 3 – 2     | Україна           | ЧЄ 2020 - груповий етап              | -    | 13' 64'  |
| 21-06-2021 | Бухарест  | Україна           | 0 – 1     | Австрія           | ЧЄ 2020 - груповий етап              | -    | 68'      |
| Усього     |           | Матчів            | 27        |                   | Голів                                | 1    |          |

## Досягнення

### Командні
«Корітіба»
- Чемпіон Серії Б чемпіонату Бразилії: 2007
- Чемпіон Ліги Паранаенсе: 2008

«Сан-Паулу»
- Бронзовий призер чемпіонату Бразилії: 2009

«Шахтар»
- Чемпіон України (4): 2016-17, 2017-18, 2018-19, 2019–2020
- Володар Кубка України (4): 2015-16, 2016-17, 2017-18, 2018-19
- Володар Суперкубка України (4): 2014, 2015, 2017, 2021

### Індивідуальні
- Футболіст року в чемпіонаті України (3): 2016, 2017, 2018
- Увійшов до символічної збірної першого кола чемпіонату 2017-18 за версією InStat[8] і за версією Wyscout[9]

## Цитати
14 листопада 2016 року Марлос заявив:
|  | Луческу відкрив в мені нові якості. Ми грали в єврокубках, і я став краще розуміти європейський футбол. У Фонсеки інше бачення футболу, зараз відкриваю в собі нові можливості та таланти. Для мене дуже важлива довіра тренера. Фонсека мені довіряє, і мені це подобається. Я всім задоволений. Рівень чемпіонату України впав, знизився в усьому. Не можу цього не відзначити. У той же час, зараз хороший період в моїй кар'єрі, я значно додав і як футболіст, і як атлет. Влітку у мене була офіційна пропозиція від «Інтера», і, чесно кажучи, я задумався. Це великий клуб з прекрасними гравцями. Про «Інтера» всі говорять, а Мілан — прекрасне місто. В той момент я почав думати, що мені, можливо, варто піти з «Шахтаря». Однак, в результаті, вирішив залишитися. Мені є чому вчитися, і я хочу вигравати з «Шахтарем» багато трофеїв |

## Особисте життя
Дружину футболіста звати Анна. Синові Бернардо станом на 2017 рік було 5 років, він народився, коли Марлос переїжджав в Україну. В 2016 році у майбутнього українця народилася дочка Анна Софія.